# Левая ветвь Правоегорлыкского канала
Левая ветвь Правоегорлыкского канала — канал в России, протекает в Ставропольском крае. Длина канала — 274 км. Относится к Право-Егорлыкской оросительно-обводнительной системе. Водосброс из Левой ветви Правоегорлыкского канала осуществляется в реку Калаус в районе города Ипатово. Концевой сброс составляет 5 м³/с. Ширина канала в районе Кугультинского докера — 18 метров, глубина — 3 метра, у села Кевсала ширина — 12 метров, глубина — 2 метра.

## Данные водного реестра
По данным государственного водного реестра России относится к Донскому бассейновому округу, водохозяйственный участок реки — Егорлык от Новотроицкого гидроузла и до устья, речной подбассейн реки — бассейн притоков Дона ниже впадения Северского Донца. Речной бассейн реки — Дон (российская часть бассейна).